# Grete Janus Hertz
Grete Janus Hertz (født Nielsen, 21. november 1915 – 19. april 2002) var en dansk forfatter og psykolog. Oprindeligt var hun uddannet lærer, men læste siden psykologi og blev den første kvindelige cand.psych. i Danmark
Ud over faglitteratur skrev hun børnebøger, blandt andre en del Pixi-bøger til børn i alderen 0 til 3 år.
Hun var gift med maleren Mogens Hertz og var søster til forfatteren Bengt Janus.